# Shahar Mozes
Shahar Mozes (hebräisch שחר מוזס) ist ein israelischer Mathematiker. Er ist Professor am Einstein-Institut der Hebräischen Universität in Jerusalem.
Mozes wurde 1991 an der Hebräischen Universität bei Hillel Fürstenberg promoviert (Actions of Cartan Subgroups). 1993 wurde er Senior Lecturer, 1996 Associate Professor und 2002 Professor an der Hebräischen Universität.
Mozes befasst sich mit Liegruppen und diskreten Untergruppen von Liegruppen, geometrischer Gruppentheorie, Ergodentheorie und mit aperiodischen Parkettierungen. Er veröffentlichte unter anderem mit Elon Lindenstrauss, Jean Bourgain, Alex Eskin und Gregory Margulis.
2000 erhielt er den Erdős-Preis. 1998 war er Invited Speaker auf dem Internationalen Mathematikerkongress in Berlin (Products of trees, lattices and simple groups).

## Schriften
- Tilings, substitution systems and dynamical systems generated by them, Journal d’Analyse Mathématique, Band 53, 1989, 139–186.
- Aperiodic tilings, Inventiones Mathematicae, Band 128, 1997, S. 603–611.
- mit Alexander Lubotzky, M. S. Raghunathan: The word and Riemannian metrics on lattices of semisimple groups, Pub. Math. IHES, Band 91, 2000, 5–53
- mit François Labourie, Robert J. Zimmer On manifolds locally modelled on non-riemannian homogeneous spaces, Geometric And Functional Analysis, Band 5, 1995, S. 955–965
- Mixing of all orders of Lie group actions, Inv. Math., Band 107, 1992, S. 235–241
- mit Alex Eskin, Hee Oh: On uniform exponential growth for linear groups,  Inventiones Mathematicae, Band 160, 2005, S. 1–30
- mit Alex Eskin, Nimish Shah: Unipotent Flows and Counting Lattice Points on Homogeneous Varieties, Annals of Mathematics, Band 143, 1996, S. 253–299
- mit Alex Eskin, Gregory Margulis: On a quantitative version of the Oppenheim conjecture, Electronic Research Announcements, AMS, Band 1, 1995, Heft 3
- mit Alex Eskin, Gregory Margulis: Upper Bounds and Asymptotics in a Quantitative Version of the Oppenheim Conjecture, Annals of Mathematics, Band 147, 1998, S. 83–141
- mit Jean Bourgain, Elon Lindenstrauss, Alex Furman Stationary measures and equidistribution for orbits of nonabelian semigroups on the torus, J. Amer. Math. Soc., Band 24, 2011, S. 231–280